# Sprite

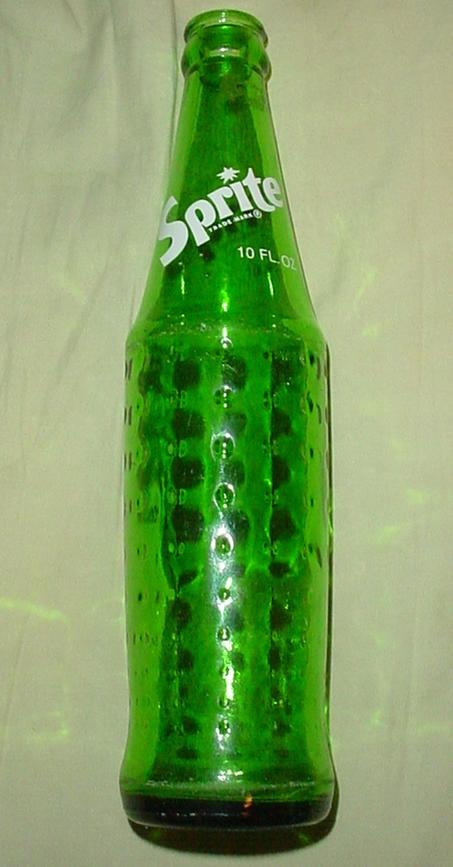
skleněná lahev Spritu

Sprite je limonáda s citronovou příchutí vyráběná společností The Coca-Cola Company.
Nápoj byl poprvé vyroben v roce 1961 ve Spojených státech jako reakce na úspěšný nápoj 7 Up, který byl vyráběn již od roku 1929. Sprite zajistil společnosti The Coca-Cola Company raketový růst na trhu.